# Драган Стојков
Драган Стојков (Сомбор, 4. фебруар 1951) српски је сликар. Живи и ради у Сомбору и Београду.

## Биографија
Рођен је у Сомбору као син сликара Саве Стојкова. Основну школу је похађао у Сомбору. Средњу школу за примењену уметност, графички одсек, завршио је у Новом Саду. Исте године запослио се као дизајнер у “Графици” (штампарско-литографском заводу у Новом Саду). Accademiu di belle arti дипломирао је у Венецији у класи Кармела Цотија 1979. године.
Излаже од 1971. године када је приредио прву самосталну изложбу у Новом Саду. Од тада је одржао више од 60 самосталних изложби, а учествовао је на више од 180 колективних изложби у земљи и иностранству. Од учешћа на колективним изложбама издвајају се: V тријенале југословенског цртежа Сомбор 1975, 19. октобарски салон Београд 1978, Bevilaqa la masa Venecija 1978, The second international drawing triennale Vroclav 1981, Rajz drawing 82 Пећ 1982, Музеј савремене уметности Будимпешта 1982, Galerie International Чикаго и Милвоки 1985, Peinters yougoslaves d aujourdhui Париз 1988, Art & Mestiere Porto San Giorgio 1993, Галерија Christies Њујорк 1994, Галерија K.L.M. Цирих 1995, Art Expo Будимпешта 1998. и Evro Art 98 Женева, 1998.
За време студија 1971-1979. бавио се документарним и кратким филмом са којима је учествовао на неколико фестивала на којима је награђиван. 
Од 1981. године је члан Удружења Ликовних уметника Војводине.

## Сликарство
Драган Стојков се појавио у уметности у једном тренутку почетком седамдесетих година који је означио оштру поларизацију на тој сцени. Сједне стране уметници његове генерације истакли су оштро супротстављање традиционалним уметничким медијима, а са друге, његови приврженици такође су били подељени према поетикама на два битна тока: апстрактне и фигуративне сликаре. И у самим тим пластичким формацијама постојале су приметне разлике, али најзанимљивије поделе збивале су се на страни тада актуелне фигурације. Драган Стојков је заузео једну од најприметнијих позиција са сликама које су одмах окарактерисане као фотореализам. Ово није било нимало чудно с обзиром да се Стојков тада, још и пре завршетка студија сликарства, занимао и за фотографију истражујући њене креативне потенцијале већ тада формирајући властиту ауторску позицију специфичног (фото)реализма. Надаље је овај сликар наставио истраживања у истом смеру варирајући једино тематски садржај својих дела. У оквиру тада актуелне дискусије око нове фигурације, новог реализма, поетске фигурације, хиперреализма он је практично остао по страни не обазирући се на критичке опаске и усмерења остајући доследан искључиво властитом сензибилитети и схватању шта заправо сликарство у том тренутку има да покаже. Ова прва фаза ’одбране’ сликарског медија касније је постала ствар метијертва овог уметника у промењеним условима ’обнове сликарства’ током осамдесетих. Тада већ потпуно формиран као сликар, Стојков није има потребе да се укључује у расправе око места и значења сликарства у времену и друштву већ само да проналази довољно подстицајне и изражајне теме у свом раду. И ако препознат по некој врсти ’цитатности’ својих радова, што га је вештачки актуелизовало у том тренутку, он није хитао нити да потврди нити да демантује такве констатације бивајући дубоко поринут у властиту естетику тврдог реализма који заправо није ни имао своје пандане у нашем тадашњем стваралаштву. И ако се ова критичка одредница и могла овлашно применити на његово рад, она је остала искључиво у домену присуства фотографских узора. Овај приступ га је усмерио на свакако најпрепознатљивији, његов лични начин сликања, када је у серијама радио дела на основу фотографија уметника, од Лазе Костића до Николе Тесле, на пример, дакле у распону од уметничке прошлости до научне будућности. У том временском дијапазону се и налазе дела из сликарског опуса Драгана Стојкова као својеврсни знаци времена, и то не ’поред пута’ већ на њему самом.

## Монографије
- 1992 Сава Степанов: Драган Стојков, Друштво за културну сарадњу Југославија – Француска, Сомбор
- 1996 Група аутора: Записа о сликарству Драгана Стојкова - Светлости Тајне, „Просвета”, Београд
- 1997 Дејан Медаковић, Бела Дуранци (предговор), Лаза Костић: Santa Maria della Salutе, „Матица српска” Нови Сад
- 1999 Драгослав Срејовић: У свету облутака Драгана Стојкова, „Слободан Машић”, Београд
- 2001 Срето Бошњак: Драган Стојков, Народни музеј, Београд
- 2003 Предраг Палавестра, Миодраг Јовановић, Матија Бечковић: Вера Павладољска, „Матица српска”, Нови Сад
- 2004 Дејан Медаковић (предговор), Почетак буне против дахија, „Орфеус” и „Прометеј”, Нови Сад
- 2007 Срето Бошњак (предговор), Милорад Павић: Љубавне песме принцезе Атех, „Орфеус”, Нови Сад
- 2008 Милош Јевтић, Упоришта Драгана Стојкова, „Београдска књига”, Београд

## Самосталне изложбе
1971 Нови Сад, Галерија салона Словенијалес
1972 Београд, Галерија Атељеа 212, Чачак, Дом културе, Апатин, Галерија културног центра
1973 Нови Сад, Галерија Коопродукт
1978 Нови Сад, Трибина младих
1979 Копар, Галерија Ложа
1980 Пореч, Галерија Народног свеучилишта
1984 Апатин, Галерија културног центра
1987 Нови Сад, Галерија УЛУВ-а, Сомбор, Галерија Ликовна јесен, Сремска Митровица, Галерија „Лазар Возаревић”
1988 Београд, Галерија културног центра, Париз, Galerie d’Art Plastique C.N.B.
1989 Париз, Галерија културног центра - Créteil, Херцег Нови, Хотел Плажа галерија, Будва, Галерија Словенска плажа
1991 Сомбор, Галерија у пролазу, Сомбор, Едукативни центар
1992 Сомбор, Галерија Ликовна јесен, Сомбор, Едукативни центар, Зрењанин, Савремена галерија, Београд, Galerija Zepter International
1993 Париз, Галерија банке Sociéte Generale, Београд, Сава центар, Скопље, Галерија Остен
1994 Београд, Галерија Арт Медиа, New York, Gallery Christi’s, Сомбор, Народно Позориште, Београд, Салон Симпо, Котор, Galerija Dekatera, Котор, Galerija Linea Verde, Porto San Giorgio, Galerija Art & Mestiere, Вршац, Галерија Хемофарм, Београд, Галерија Галеника, Нови Сад, Галерија Војвођанска банка
1995 Нови Сад, Галерија „Др Мацедонић Вебер”, Беч, Viktoria Ken Gallery, Нови Сад, Ветерник Галерија Д. Д. О. Р., Болоња, International Art Gallery, Падова, Galleria D’arte
1996 Суботица, Галерија СКЦ „Свети Сава”, Нови Сад, Галерија 13, Књижара Светови, Нови Сад, Новосадски летњи фестивал, Петроварадинска тврђава, Београд, Галерија Руски дом
Бар, Барски љетопис, Галерија дворац краља Николе
1997 Београд, Међународни Прес центар Танјуг, Београд, Галерија „Геца Кон”, Сента, Културни центар, Сомбор, Галерија Градске библиотеке, Сомбор, Галерија Културни центар, Интерфер, Београд, Галерија задужбина Илије М. Коларца, Нови Сад, Музеј Војводине, Подгорица, Галерија дворац краља Николе, Париз, La Librairie – Galerie Racine
1998 Игало, Галерија института Игало, Сомбор, Галерија градске библиотеке, Врбас, Галерија савремене уметности, Сремска Митровица, Богословија, Праг, Галерија културног центра
1999 Нови Сад, Галерија Златно око, Ниш, Галерија Унифарм, Лондон, Wigmare Hall
2000 Лондон, Српска црквена општина, Римини, Галерија градског пословног центра, Мелбурн, Сала цркве Свете Тројице, Porto San Georgio, Galerija Art & Mestiere, Рицоне, Галерија Гранд Хотела, Porto San Georgio, Galerija hotel Davide
2001 Римини, Галерија градског пословног центра, Верона, Galerija La Meridijana, Суботица, Галерија културног центра „Свети Сава”, Београд, Народни музеј, Београд, Хотел Хајат, Београд, Галерија Енергопројект, Београд, Звездара Театар
2002 Панчево, Галерија Леа, Римини, Галерија градског пословног центра, Бела Црква, Музеј града, Суботица, Галерија Палиго Палус Палић, Апатин, Галерија Меандер Сомбор, Интерфер, Сомбор, Народно позориште, Суботица, Галерија Францер, Нови Сад, Свечани салони С. П. С., Нови Сад, Српско народно позориште
2003 Москва, Дом славенске писмености – Културни центар Славена, Римини, Галерија конгресне палате, Београд, Салон Клуба САНУ, Златибор, Галерија Чигота, Нови Сад, Галерија Прометеј, Сомбор, Гимназија, Београд, Галерија италијанског културног центра, 
Нови Сад, Матица српска, Свечани салон, Београд, Центар лепих уметности Гварнеријус
2004 Нови Сад, Галерија Бел арт, Сремски Карловци, Владичански двор, Суботица, Српски културни центар „Свети Сава”, Чачак, Галерија „Надежда Петровић”, Римини, Галерија конгресне палате, Keln Hiolden Stadt., Galerie Burgerhaus, Сомбор, Галерија „Лаза Костић”
Београд, Галерија Задужбине Вука Караџића, Будимпешта, Свечана сала Српске гимназије, 
Сремска Митровица, Музеј Срема, Београд, Сајам књига, Земун, Дом ваздухопловства, Нови Сад, Сала Кулске банке, Београд, Галерија МОНА, Беочин, Културни центар, 
Нови Сад, Свечана сала Извршног већа
2005 Сомбор, Hotel Inter Nacio, Вршац, Галерија Хемофарм, Београд, Галерија Енергопројект, Београд, Галерија Сандом, Римини, Галерија конгресне палате, Стара Пазова, Галерија Центар за културу, Минхен, Хала Олимпиаде, Аузбург, Галерија Градске куће, Сомбор, Свечана сала Градске куће, Сомбор, Салон Симпо, Лозница, Салон Симпо, 
Сомбор, Српска читаоница, 
2006 Београд, Галерија Лукоил-а, Innsburgk, Art Innsbruck, Нови Сад, Мали културни центар, Римини, Галерија конгресне палате, Падова, Galeri Questarte, Бијељина, Галерија „Миљенка Атанацковића”, Вишеград, Андрићеви дани, Будимпешта, Галерија Киш Пешта, 
Брчко, Уметничка галерија Брчко дистрикт БиХ, Шамац, Галерија Просвјета, Ваљево, Музеј града, Париз, Културни центар Србије, Београд, Галерија Еуро центра, 
2007 Минхен, Галерија културни центар, Србобран, Галерија Дома културе, Београд, Галерија библиотеке града Београда, Нови Сад, Галерија Војвођанске банке, Сремски Карловци, Музеј града Илион, Ниш, Галерија Нишки културни центар, Бајина Башта, Галерија културног центра, 
2008 Сомбор, Свечана сала старе Градске куће, Сомбор, Свечана сала старе Градске куће, 
2009 Београд, Библиотека града Београда, 
2010 Insbruk, International fair contemporary art, Москва, Галерија хотела Интернационал, Римини, Галерија конгресне палате, Петроварадин, Галерија Италијанског културног центра, Кула, Ликовна галерија културног центра, Москва, Галерија Цептер Интернационал, Београд, Народна Скупштина Србије, 
2011 Београд, Галерија У подруму, Београд, Музеј Народног позоришта, 
2012 Београд, Национална галерија, London, Glob Teatar